# Entelopes ionoptera
Entelopes ionoptera là một loài bọ cánh cứng trong họ Cerambycidae.